# Colony (Alabama)
Colony – miasto w Stanach Zjednoczonych, w stanie Alabama, w hrabstwie Cullman. W roku 2023 miasto zamieszkiwało 275 osób, a gęstość zaludnienia wynosiła 47 osób/km².